# Ventura Galván
Ventura Galván fou un comediant i músic espanyol del segle xviii. Malgrat que figurà com a comediant al principi de la seva carrera, el seu renom el degué a les seves composicions musicals, a les que dedicà el seu talent. Com a músic va escriure alguns preciosos cuatros, nom que donà a certes composicions musicals cantades a quatre veus, que s'empraven des de molt antic per obrir les funcions dels teatres, i posà música a gran nombre de sainets, tonades i fins sarsueles. Dels diversos sainets als que Galván posà música, s'han de citar els bellíssims de Ramon de la Cruz Les precioses ridícules i El petimetre. Unit al famós saineter, que l'estimava molt, donà al públic la sarsuela bufa Las foncarraleras (setembre de 1772), i si el llibret de la Cruz agradà molt, no agradà menys la música de Galván. Només cal dir que, estrenada en el teatro del Príncipe de Madrid per les dues companyies reunides dels coliseus del Príncipe i de la Cruz, durà tota la temporada d'estiu, i pel mes de desembre tornà a repetir-se amb el mateix gran èxit. Aquesta sarsuela també portà el títol Jugarla del mismo palo y amor puede más que el oro, pel títol Las foncarraleras. Anys abans Galván havia posat música a la comèdia Riesgo, esclavitud y disfraz, ventura, acaso y deidad, per la qual partitura rebé la quantitat de sis-cents rals. La música de Las foncarraleras es conserva en l'arxiu de l'Ajuntament de Madrid.